# Bissus

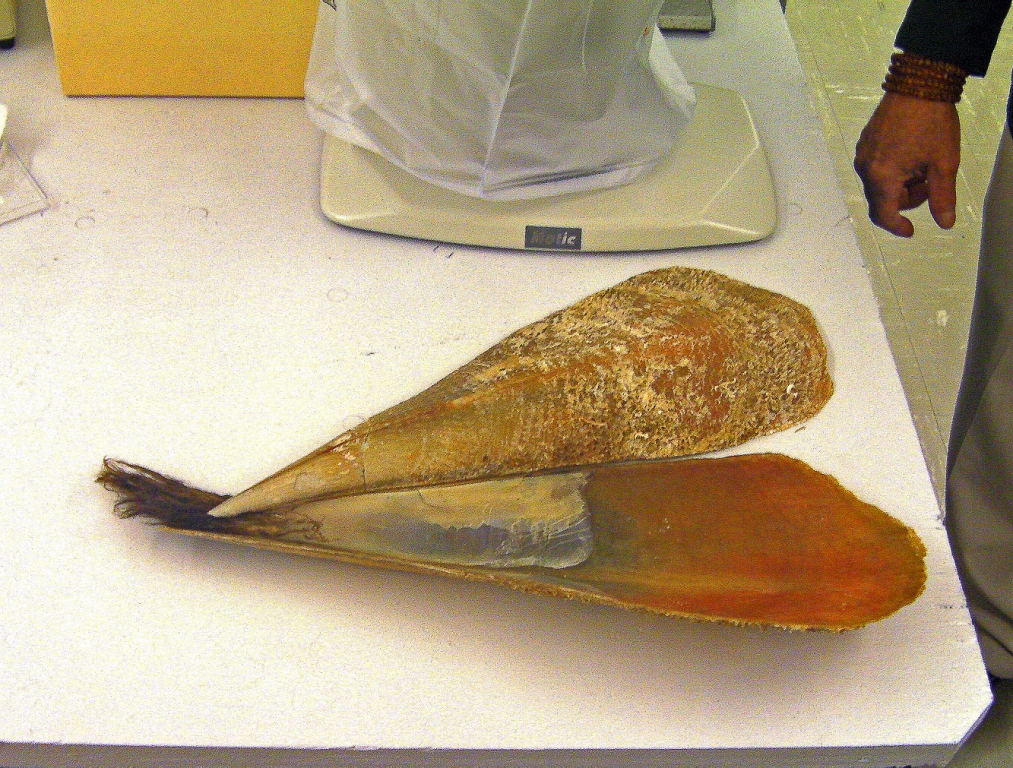
Pinna nobilis, mol·lusc amb bissus

El bissus (del grec βίσσος, lli fi) és un aplec de filaments secretats per certs mol·luscs bivalves lamel·libranquis, que els serveix per a adherir a les roques.
En l'àrea mediterrània, del bissus de Pinna nobilis se n'ha obtingut tradicionalment un teixit preuat i molt costós. A la inscripció de la famosa pedra de Rosetta (segle ii aC) ja es parla dels impostos sobre el teixit de bissus. Se'n solien fer guants, barrets i diverses peces de vestir de luxe.
A causa de la pesca indiscriminada, en l'actualitat ja gairebé no se'n produeix.